# Mini Anden

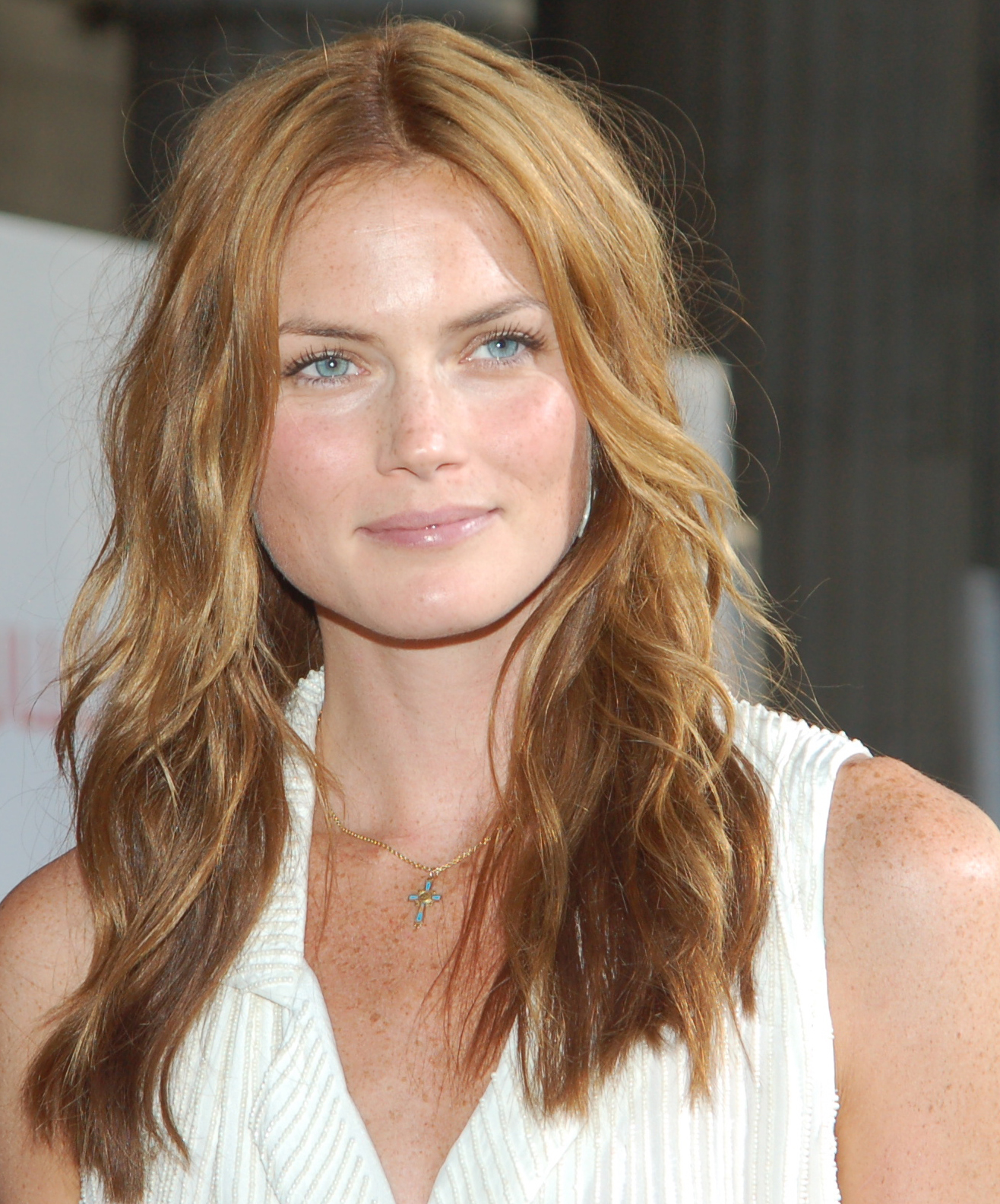
Mini Anden (2009)

Mini Rosa-Lee Anden, eigentlich Susanna Clara Elisabeth Andén (* 7. Juni 1978 in Stockholm) ist ein schwedisches Supermodel und Schauspielerin.

## Leben
Mini Anden begann mit dem Modeln im Alter von zehn Jahren und kam fünf Jahre später zur professionellen Agentur Elite Model Management. In ihrer Karriere war sie auf zahlreichen Covern von Modezeitschriften zu sehen, so zum Beispiel Vogue, Marie Claire, Cosmopolitan und ELLE. Darüber hinaus macht sie Kampagnen für namhafte Unternehmen wie Calvin Klein, Donna Karan, BCBG, Louis Vuitton, Hugo Boss, Giorgio Armani und Gucci, ebenso war sie mehrfach im Katalog von Victoria’s Secret vertreten.
Anden war Jurymitglied des Miss-Universe-Wettbewerbs 2001, ebenso Moderatorin von Scandinavia’s Next Top Model, einem Format, das in Deutschland unter dem Namen Germany’s Next Topmodel lief.
Sie ist seit 2001 mit dem Model Taber Schroeder verheiratet, zusammen leben sie in New York City.
Neben ihrer Filmarbeit spielte Anden einige Nebenrollen in Fernsehserien wie Alles Betty!, Shark, Chuck und Dirt sowie in Fashion House.

## Filmografie (Auswahl)

### Spielfilme
- 2004: Point & Shoot
- 2004: Ocean’s 12 (Ocean’s Twelve)
- 2004: Au suivant!
- 2005: Couchgeflüster – Die erste therapeutische Liebeskomödie (Prime)
- 2008: Tropic Thunder
- 2008: Männer sind Schweine (My Best Friends Girl)
- 2010: G-Force – Agenten mit Biss (G-Force)
- 2011: The Mechanic

### Fernsehserien
- 2005: Navy CIS (NCIS, Folge 3x11)
- 2006: Monk (Folge 4x10)
- 2006: Alles Betty! (Ugly Betty, Folge 1x10)
- 2006: Fashion House (32 Folgen)
- 2007: Dirt (2 Episoden)
- 2007: Shark (Folge 1x19)
- 2007: Entourage (Folge 4x03)
- 2007–2011: Chuck (4 Folgen)
- 2008: Rules of Engagement (Folge 2x15)
- 2008–2009: My Boys (7 Folgen)
- 2009: Knight Rider (Folge 1x17)
- 2009–2010: CSI: Miami (2 Folgen)
- 2010: Nip/Tuck – Schönheit hat ihren Preis (Nip/Tuck, Folge 6x12)
- 2011: Bones – Die Knochenjägerin (Bones, Folge 6x19)
- 2012: Solsidan (Folge 3x09)